# Деман, Поль
Поль Деман (нидерл. Paul Deman; 25 апреля 1889, Менен, Бельгия — 31 июля 1961, Аутрейве, Бельгия) — бельгийский профессиональный шоссейный велогонщик. Первый победитель велогонки Тур Фландрии (1913). Победитель велогонок: Бордо — Париж (1914), Париж — Рубе (1920), Париж — Тур (1923).

## Достижения
1909
3-й Льеж — Бастонь — Льеж
1912
10-й Париж — Рубе
1913
1-й Тур Фландрии
2-й  Чемпионат Бельгии — Групповая гонка
1914
1-й Бордо — Париж
3-й Тур Бельгии — Генеральная классификация
1920
1-й Париж — Рубе
1921
6-й Париж — Рубе
1922
4-й Париж — Рубе
1923
1-й Париж — Тур
1924
4-й Тур Фландрии
7-й Париж — Рубе

### Гранд-туры
| Гранд-тур      | 1911 | 1912 | 1913 | 1914 | 1915 | 1916 | 1917 | 1918 | 1919 | 1920 | 1921 | 1922 | 1923 |
| -------------- | ---- | ---- | ---- | ---- | ---- | ---- | ---- | ---- | ---- | ---- | ---- | ---- | ---- |
| Джиро д’Италия | —    | —    | —    | —    | НП   | НП   | НП   | НП   | НП   | —    | —    | —    | —    |
| Тур де Франс   | 13   | —    | 14   | НФ   | НП   | НП   | НП   | НП   | —    | —    | —    | —    | НФ   |

| —  | Не участвовал               |
| НП | Соревнование не проводилось |
| НФ | Не финишировал              |